# Генотип
Генотип је генска конституција организма која може да се односи на:
- један пар алела (ужи смисао генотипа)
- целовиту наследну основу (све гене које тај организам поседује), што представља шири смисао генотипа.

Појам генотипа увео је генетичар Вилхелм Јохансен 1909.г.
Генотип зигота, насталог спајањем полних ћелија, садржи пропорционално једнак број мајчиних и очевих гена, само што су се ти гени другачије искомбиновали у генотипу потомка. Какав ће бити ефекат генотипа на фенотип зависи не само од генетичке основе већ и од дејства фактора средине у којој се нови организам развија.
Код диплоидних организама генски алели се у једру телесних ћелија увек налазе у пару:
- један се налази на хромозому који води порекло од мајке
- други се налази на хромозому од оца.